# Vaikuntha

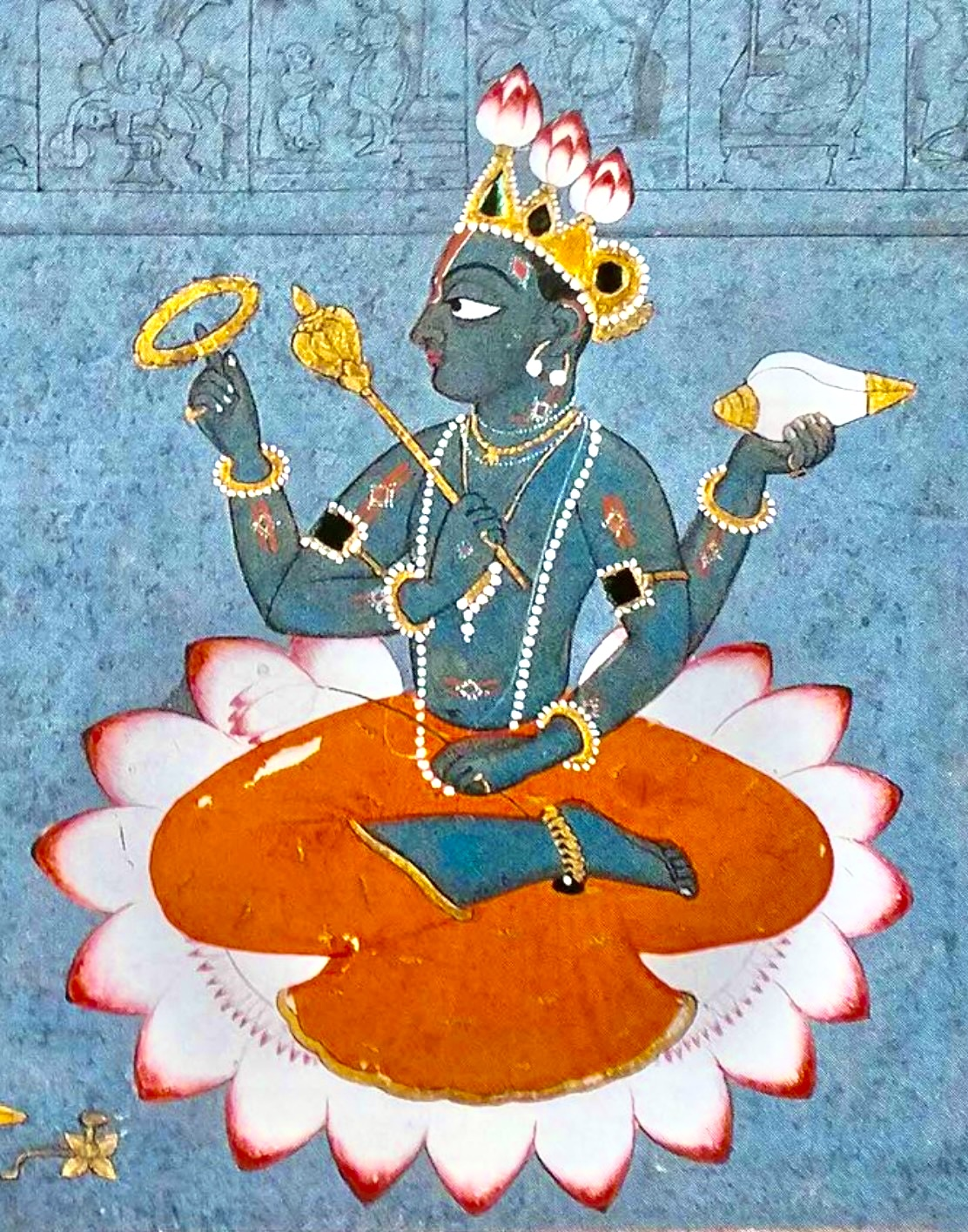
Višnu (Nárájana), Pán Vaikunthy.

Vaikuntha (v sanskrtu वैकुण्ठ, vaikuntha), Param Padam (‘svrchované sídlo’), či Paramapadam je sídlo Višnua. Podle vaišnavské tradice jde o místo věčné blaženosti, kde sídlí Pán Višnu, Jeho věčná šakti bohyně Lakšmí a Šéša Nága, na němž Pán Višnu a Lakšmí odpočívají.
Rgvéda (1.22.20) uvádí: Oṃ tad viṣṇoḥ paramam padam sadā paśyanti sūrayaḥ: "Všichni surové (dévové) vzhlížejí k nohám Pána Višnua jako k nejvyššímu sídlu", čímž odkazuje na Vaikunthu (či Vaikuntha lóku, též pl.) jako na svrchované sídlo. Vaišnavové ji považují za konečný cíl duší, které dosáhly mókši.

## Vaikuntha nad hmotným nebem
Vaikuntha se nachází 26 200 000 jódžan (314 400 000 kilometrů) nad Satjalókou.